# Mitrephanes
Mitrephanes is een geslacht van zangvogels uit de familie tirannen (Tyrannidae).

## Soorten
Het geslacht kent de volgende soorten:
- Mitrephanes olivaceus – Yungastiran
- Mitrephanes phaeocercus – Geelbuiktiran